# Томскнефть
АО «Томскнефть» ВНК — основное нефтедобывающее предприятие в Томской области. Основано в 1966 году. Расположено в городе Стрежевой. Предприятие осуществляет добычу нефти, газа, разрабатывает нефтяные месторождения, ведёт геолого-поисковые, поисково-разведочные, маркшейдерские, топографо-геодезические, картографические работы, занимается обустройством месторождений. Сейчас в эксплуатации находится 21 месторождение.

## История
В январе 1966 года приказом "Главтюменьнефтегаза" создано нефтепромысловое управление «Томскнефть» — официальная дата рождения предприятия томских нефтяников. В 1969 году был добыт первый миллион тонн нефти. В апреле 1974 года добыт 25-й миллион тонн томской нефти.
В июле 1977 года НГДУ «Томскнефть» преобразовано в производственное объединение «Томскнефть», выделившееся из состава «Главтюменьнефтегаза».
В 1981 году «Томскнефти» исполнилось 15 лет, уровень добычи достиг 10 миллионов тонн в год. За 1989 год было добыто 15 млн тонн нефти.
В 1993 году проведена приватизация «Томскнефти». В мае 1994 года была образована Восточная нефтяная компания (ВНК), стержнем которой стало АО «Томскнефть».
В августе 1996 года «Томскнефти» исполнилось 30 лет, к тому времени добыто свыше 275 млн тонн нефти.
К концу 1998 года основным владельцем «Томскнефти», через контрольный пакет акций в ВНК, являлась нефтяная компания «ЮКОС». Более 70 % состава совета директов «Томскнефти» были представителями ЮКОСа. В декабре 1998 года кипрская компания «Асирота Лимитед», владелец 10 % голосующих акций «Томскнефти», выступила с обвинениями против ЮКОСа в нарушениях прав мелких акционеров. В частности, было заявлено, что таковым нарушением является «применение трансфертных цен на уровне 250 руб. за тонну сырой нефти при себестоимости в 300 руб., и при рыночной цене более 500 руб.». «Асирота Лимитед» отметила, что в январе 1998 года продажная цена нефти в «Томскнефти» составляла 430 руб/тонна, что привело к «уводу прибыли в зоны с льготным налогообложением и увеличению кредиторской задолженности перед структурами ЮКОСА».
До середины 2007 года «Томскнефть» принадлежала «ЮКОСу». Затем она в рамках продажи имущества «ЮКОСа» была продана аффилированной с «Роснефтью» компании «Нефть-Актив». В конце декабря 2007 года 50 % акций «Томскнефти» было продано компании «Газпром нефть».
В августе 2021 года Роснефть, оператор Томскнефти, перестала быть совладельцем 50% компании.
50% акций было куплено ООО "ННК-Ойл", компанией Худайнатова Э.Ю. После этой сделки оператором производственных мощностей «Томскнефти» стала сама компания. Остальные вопросы решаются на основе устава, который регулирует участие акционеров компании в ее управлении.

## Деятельность
Доказанные запасы нефти и газа (на 31.12.2010) — 1,311 млрд барр. нефтяного эквивалента.
Вероятные запасы углеводородов (на 31.12.2010) — 849, млн барр. нефтяного эквивалента.
Возможные запасы углеводородов (на 31.12.2010) — 12 176 млн барр. нефтяного эквивалента. 
Выручка компании в 2006 году составила 67,98 млрд руб., чистый убыток — 3,44 млрд руб.